# Johan Alströmer
Johan Alströmer, född 17 maj 1742, död 4 oktober 1786, var en svensk industriman.

## Biografi
Johan Alströmer föddes på Hova gästgivargård under en av modern företagen resa som son till Jonas Alströmer och hans andra hustru Hedvig Elisabeth Paulin. Alströmer studerade bergsbruk, men då den äldre halvbrodern Patrik Alströmer ingick bolag med Johans andra halvbror Claes Alströmer i Göteborg fick Johan ta över faderns verksamhet i Alingsås. 
1777–80 företog han en utländsk resa, en så kallad grand tour, över större delen av Europas kontinent och insamlade naturalster, verktyg, maskinmodeller och annat som han skickade hem till Sverige.
Han hade valt Carl Wilhelm Carlberg som följeslagare och tecknare på färden. Såväl Alströmers som Carlbergs resa bekostades av Clas Alströmer. Alströmer och Carlberg påbörjade resan i Göteborg den 30 maj 1777. Färden gick över Helsingör och Köpenhamn över Hamburg, Lübeck, Kassel, Frankfurt am Main, Heidelberg, Mainz och Köln till Aachen och Spa, där man gjorde en veckas uppehåll. Resan gick sedan till Bryssel, Antwerpen, Amsterdam och Haag till London, dit man ankom den 24 oktober. Där gjordes utfärder bland annat till Kew och julaftonen firades i Oxford. Efter en tur i norra England var man den 18 januari 1778 tillbaka i London, där man tillbringade större delen av året.
Först i början av november kom man till Paris där man bland andra träffade Alexander Roslin och Johan Tobias Sergel. Över Fontainebleau gick resan i maj 1779 till Lyon, Avignon och Nimes och i juni till Genève och Bern. Efter förlängd tjänstledighet för Carlberg kom man den 21 juli till Turin och över Milano, Parma, Bologna och Florens gick resan snabbt mot Rom. Ankomsten dit skedde den 1 november, men redan den 7 december var man i Neapel. Först den 1 mars 1780 var man tillbaka i Rom. Här dröjde man sig kvar en månad eftersom uppehållet skedde för "att lämna reskamraten Carlberg tid och tillfälle att få avteckna de monument, som han länge nog hade betraktat, men ännu ej börjat avrita; en konst i vilken han annars är en mästare". Åter till Bologna och sedan till Venedig gick hemresan först till Wien, där senare delen av maj tillbringades. Därefter for man vidare över Prag och Dresden till Berlin dit ankomsten skedde den 5 juni 1780. Därifrån reste Alströmer själv hem till Sverige och Bollerups borg via Stralsund.
Johan Alströmer skötte sitt gods Nolhaga mönstergillt, intresserade sig för potatisodling och förbättring av torparbostäderna. Alströmer var sedan 1783 gift med Hedvig Catharina Dankwardt-Lilljeström.
Alströmers avled 1786 och en dödsruna den 10 oktober samma år i Götheborgs tidningar meddelar frånfället enligt följande:
| ” | Den Wälgörande. Finner Lönen. Wid Dagens Ände. sin. Fant Directeuren Herr JOHAN ALSTRÖMER. Förlossnings-Dagen den 4 October. Försonings-Året 1786. Älskad I Lifvet. Saknad I Döden. Lyckerik I Evigheten. | „ |
| – | |   |

## Bilder

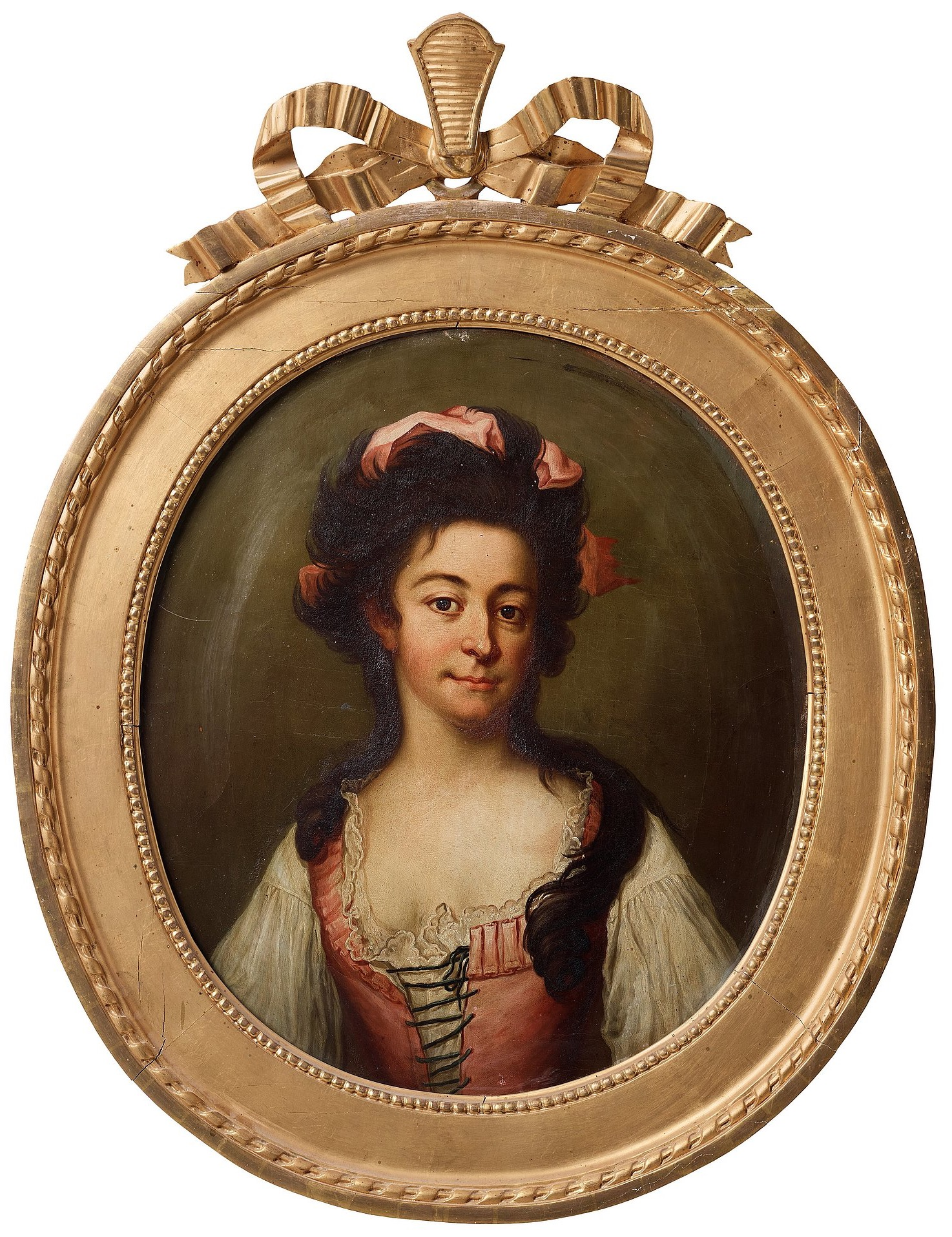
Alströmers hustru Hedvig Catharina, född Dankwardt-Lilljeström. Avporträtterad ca 1785 av Jonas Forsslund.